# Gare de Montaignac-Saint-Hippolyte
Ne doit pas être confondu avec Gare de Saint-Hippolyte (Haut-Rhin) ou Gare de Saint-Hippolyte-la-Vallée.
La gare de Montaignac-Saint-Hippolyte est une gare ferroviaire française de la ligne de Tulle à Meymac, située sur le territoire de la commune de Montaignac-sur-Doustre, dans le département de la Corrèze, en région Nouvelle-Aquitaine.

## Situation ferroviaire
Établie à 620 mètres d'altitude, la gare de Montaignac-Saint-Hippolyte est située au point kilométrique (PK) 623,115 de la ligne de Tulle à Meymac, entre les gares ouvertes de Corrèze et d'Égletons. Elle est séparée de ces deux gares respectivement par les gares aujourd'hui fermées d'Eyrein et de Rosiers-d'Egletons.

## Fréquentation
Selon les estimations de la SNCF, la fréquentation annuelle de la gare figure dans le tableau ci-dessous.
| Année               | 2015 | 2016  | 2017 | 2018 | 2019  | 2020  | 2021  | 2022  | 2023  |
| ------------------- | ---- | ----- | ---- | ---- | ----- | ----- | ----- | ----- | ----- |
| Nombre de voyageurs | 759  | 1 050 | 992  | 773  | 1 082 | 1 507 | 1 743 | 1 908 | 2 888 |

## Service des voyageurs

### Desserte

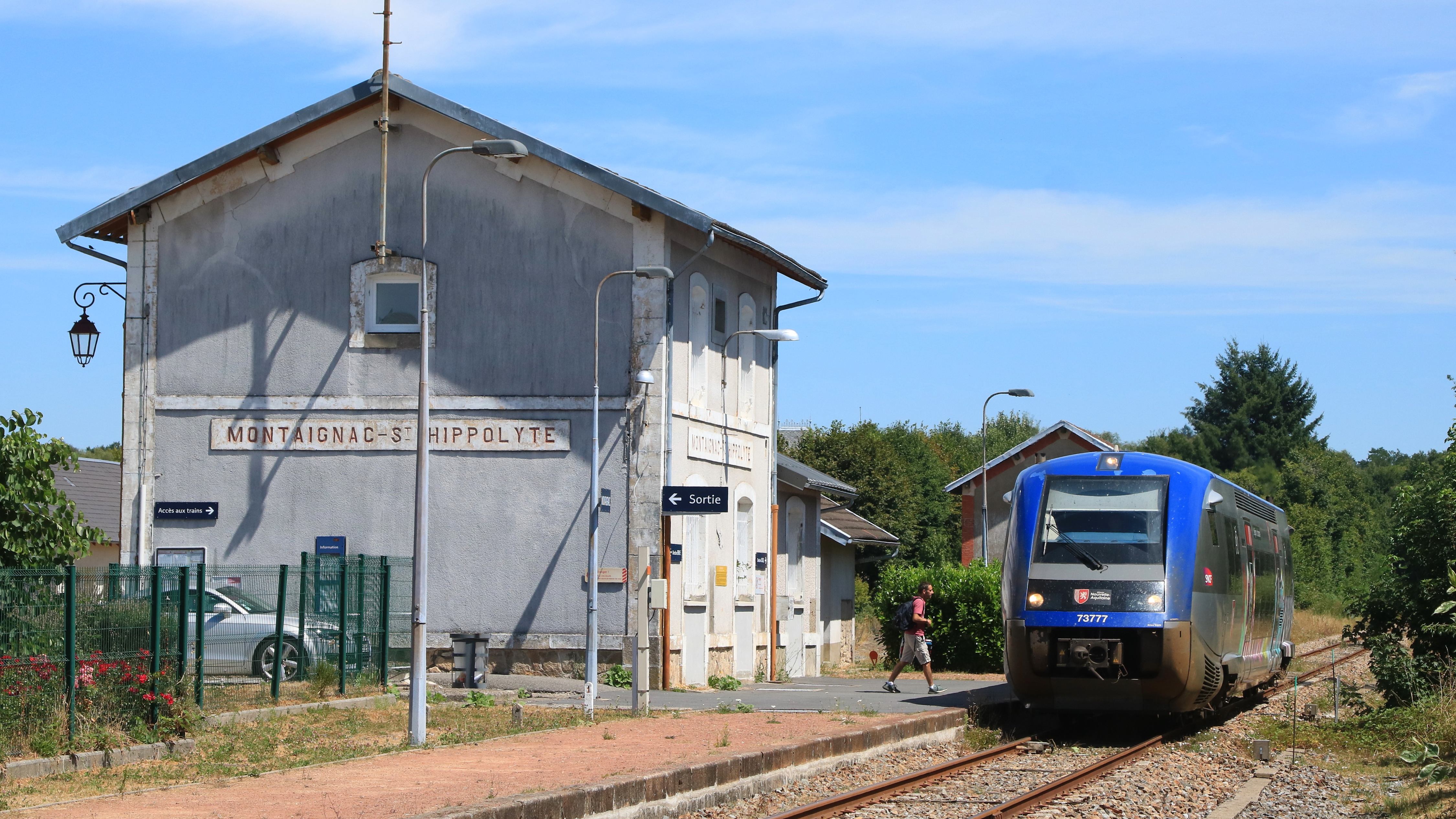
Un TER Ussel - Brive dessert la gare.

Elle est desservie par les trains TER Nouvelle-Aquitaine (ligne de Brive-la-Gaillarde à Ussel).
Depuis décembre 2022, l'arrêt à la gare de Montaignac se fait sur demande.